# Helsdingenia
Helsdingenia is een geslacht van spinnen uit de familie hangmatspinnen (Linyphiidae).

## Soorten
De volgende soorten zijn bij het geslacht ingedeeld:
- Helsdingenia ceylonica (van Helsdingen, 1985)
- Helsdingenia extensa (Locket, 1968)
- Helsdingenia hebes (Locket & Russell-Smith, 1980)
- Helsdingenia hebesoides Saaristo & Tanasevitch, 2003